# Горст Кеппель
Горст Кеппель (нім. Horst Köppel, нар. 17 травня 1948, Штутгарт) — німецький футболіст, що грав на позиції півзахисника та нападника. По завершенні ігрової кар'єри — футбольний тренер.
Як футболіст виступав, зокрема, за клуби «Штутгарт» та «Боруссія» (Менхенгладбах), а також національну збірну ФРН. Працюючи тренером зарекомендував себе як здатного одним з перших розгледіти талант молодих гравців. Саме Кеппель відкрив для німецького футболу Штефана Еффенберга, Маріо Баслера, Єнса Леманна, Міхаеля Цорка, Штефана Клоса, Крістофа Метцельдера, Марселя Янсена та інших.

## Клубна кар'єра
У дорослому футболі дебютував 1966 року виступами за команду клубу «Штутгарт», в якій провів два сезони, взявши участь у 61 матчі чемпіонату. Більшість часу, проведеного у складі «Штутгарта», був основним гравцем команди. У складі «Штутгарта» був одним з головних бомбардирів команди, маючи середню результативність на рівні 0,41 голу за гру першості.
Своєю грою за цю команду привернув увагу представників тренерського штабу клубу «Боруссія» (Менхенгладбах), до складу якого приєднався 1968 року. З цією командою Кеппель п'ять разів ставав чемпіоном Німеччини (1970, 1971, 1975, 1976 і 1977 рр.) і двічі вигравав Кубок УЄФА (1975 і 1979). У кінці 70-х зв'язка Юпп Гайнкес — Алан Сімонсен — Кеппель була однією з найкращих у чемпіонаті. Багато в чому завдяки своїм партнерам по атаці данець Алан Сімонсен завоював у 1977 році «Золотий м'яч» кращого футболіста Європи. Загалом же за менхенгладбахців Кеппель виступав аж до 1978 року з невеликими перервами на виступ за «Штутгарт» (1971—1973) та канадський «Ванкувер Вайткепс» (1976—1977).
Завершив професійну ігрову кар'єру у нижчоліговому клубі «Фірзен», де протягом 1979—1981 років обіймав посаду граючого тренера.

## Виступи за збірну
1968 року дебютував в офіційних матчах у складі національної збірної ФРН.
У складі збірної був учасником чемпіонату Європи 1972 року у Бельгії, здобувши того року титул континентального чемпіона.
Протягом кар'єри у національній команді, яка тривала 6 років, провів у формі головної команди країни лише 11 матчів, забивши 2 голи.

## Кар'єра тренера
Після роботи граючим тренером у «Фірзені», 1981 року Кеппель став асистентом головного тренера «Кельна», де пропрацював один рік.
Першим повноцінним тренерським досвідом стала робота з «Армінію» (Білефельд) яку молодий фахівець очолював з 1 липня 1982 року по 30 червня 1983 року. Після цього у роках був асистентом Юппа Дерваля та Франца Бекенбаура у збірній ФРН.
Надалі знову самостійно очолював команди «Баєр Юрдінген», «Боруссія» (Дортмунд), «Фортуна» (Дюссельдорф) та австрійський «Тіроль».
У сезоні 1994/95 входив до тренерського штабу клубу «Айнтрахт», який очолював його знайомий Юпп Гайнкес.
У 1997 році після невеликої перерви Кеппель очолив японський клуб «Урава Ред Даймондс», але в кінці року покинув клуб.
1 липня 2001 року Горст став головним тренером другої команди дортмундської «Боруссії», яку тренував протягом трьох сезонів, після чого очолив другу команду іншої «Боруссії» — менхенгладбаської. У жовтні того ж року після звільнення головного тренера першої команди Гольгера Фаха Кеппель ненадовго став виконувачем обов'язків головного тренера «Боруссії», але вже на початку листопада новим повноцінним головним тренером клубу став Дік Адвокат, а Кеппель повернувся до дубля. Проте вже навесні наступного року Адвоката було звільнено і 18 квітня Кеппель став повноцінним головним тренером «Боруссії», з якою працював до кінця сезону 2005/06.
5 серпня 2006 року підписав контракт з еміратським клубом «Аль-Вахда» (Абу-Дабі), але після чотирьох ігор (1 перемога і 3 поразки), 11 жовтня був відправлений у відставку.
Наразі останнім місцем тренерської роботи був клуб «Інгольштадт 04», головним тренером якого Горст Кеппель був з 27 квітня по 10 листопада 2009 року.

## Статистика

### Клубна
| Чемпіонат | Чемпіонат                  | Чемпіонат  | Ліга | Ліга |
| Сезон     | Клуб                       | Ліга       | Ігри | Голи |
| Німеччина | Німеччина                  | Німеччина  | Ліга | Ліга |
| --------- | -------------------------- | ---------- | ---- | ---- |
| 1966/67   | «Штутгарт»                 | Бундесліга | 27   | 8    |
| 1967/68   | «Штутгарт»                 | Бундесліга | 34   | 17   |
| 1968/69   | «Боруссія» (Менхенгладбах) | Бундесліга | 32   | 5    |
| 1969/70   | «Боруссія» (Менхенгладбах) | Бундесліга | 34   | 9    |
| 1970/71   | «Боруссія» (Менхенгладбах) | Бундесліга | 34   | 9    |
| 1971/72   | «Штутгарт»                 | Бундесліга | 34   | 8    |
| 1972/73   | «Штутгарт»                 | Бундесліга | 29   | 11   |
| 1973/74   | «Боруссія» (Менхенгладбах) | Бундесліга | 31   | 12   |
| 1974/75   | «Боруссія» (Менхенгладбах) | Бундесліга | 7    | 1    |
| 1975/76   | «Боруссія» (Менхенгладбах) | Бундесліга | 16   | 0    |
| 1976/77   | «Боруссія» (Менхенгладбах) | Бундесліга | 22   | 3    |
| США       | США                        | США        | Ліга | Ліга |
| 1976      | «Ванкувер Вайткепс»        | НАСЛ       | 12   | 1    |
| 1977      | «Ванкувер Вайткепс»        | НАСЛ       | 8    | 0    |
| Німеччина | Німеччина                  | Німеччина  | Ліга | Ліга |
| 1977/78   | «Боруссія» (Менхенгладбах) | Бундесліга | 0    | 0    |
| 1978/79   | «Боруссія» (Менхенгладбах) | Бундесліга | 8    | 0    |
| Країна    | Німеччина                  | Німеччина  | 308  | 83   |
| Країна    | США                        | США        | 20   | 1    |
| Всього    | Всього                     | Всього     | 328  | 84   |

### Збірна
| Збірна Німеччини | Збірна Німеччини | Збірна Німеччини |
| Роки             | Ігри             | Голи             |
| ---------------- | ---------------- | ---------------- |
| 1968             | 3                | 0                |
| 1969             | 0                | 0                |
| 1970             | 0                | 0                |
| 1971             | 6                | 2                |
| 1972             | 0                | 0                |
| 1973             | 2                | 0                |
| Всього           | 11               | 2                |

### Тренерська
| Команда                       | З                | по                | Результати | Результати | Результати | Результати | Результати | Результати |
| Команда                       | З                | по                | І          | В          | Н          | П          | В%         | Прим.      |
| ----------------------------- | ---------------- | ----------------- | ---------- | ---------- | ---------- | ---------- | ---------- | ---------- |
| «Армінія» Б                   | 1 липня 1982     | 30 червня 1983    | 38         | 14         | 8          | 16         | 36,84      |            |
| «Баєр Юрдінген»               | 1 липня 1987     | 1 грудня 1987     | 20         | 7          | 3          | 10         | 35,00      |            |
| «Боруссія» (Дортмунд)         | 1 липня 1988     | 30 червня 1991    | 121        | 51         | 39         | 31         | 42,15      | [ 17 ]     |
| «Фортуна»                     | 26 березня 1992  | 10 серпня 1992    | 16         | 1          | 5          | 10         | 06,25      |            |
| «Тіроль»                      | 1 липня 1993     | 15 травня 1994    | 41         | 17         | 12         | 12         | 41,46      |            |
| «Урава Ред Даймондс»          | 1 лютого 1997    | 31 грудня 1997    | 32         | 17         | 0          | 15         | 53,13      | [ 18 ]     |
| «Боруссія II» (Дортмунд)      | 1 липня 2001     | 30 червня 2004    | 102        | 49         | 25         | 28         | 48,04      |            |
| «Боруссія II» (Менхенгладбах) | 1 липня 2004     | 27 жовтня 2004    | 12         | 8          | 2          | 2          | 66,67      |            |
| «Боруссія» (Менхенгладбах)    | 27 жовтня 2004   | 1 листопада 2004  | 1          | 1          | 0          | 0          | 100,000    | [ 19 ]     |
| «Боруссія II» (Менхенгладбах) | 2 листопада 2004 | 18 квітня 2005    | 14         | 8          | 4          | 2          | 57,14      |            |
| «Боруссія» (Менхенгладбах)    | 18 квітня 2005   | 16 травня 2006    | 41         | 12         | 15         | 14         | 29,27      | [ 19 ]     |
| «Аль-Вахда» (Абу-Дабі)        | 5 серпня 2006    | 11 жовтня 2006    | 4          | 2          | 0          | 2          | 50,00      |            |
| «Інгольштадт 04»              | 27 квітня 2009   | 10 листопада 2009 | 22         | 8          | 4          | 10         | 36,36      |            |
| Всього                        | Всього           | Всього            | 464        | 195        | 117        | 152        | 42,03      | —          |

## Титули і досягнення

### Як гравця
- Чемпіон ФРН (5):

«Боруссія» (Менхенгладбах): 1969-70, 1970-71, 1974-75, 1975-76, 1976-77
- Володар Кубка ФРН (1):

«Боруссія» (Менхенгладбах): 1972–73
- Володар Суперкубка Німеччини (1):

«Боруссія» (Менхенгладбах): 1976
- Володар Кубка УЄФА (1):

«Боруссія» (Менхенгладбах): 1974–75
- Чемпіон Європи (1):

1972

### Як тренера
- Володар Кубка ФРН (1):

«Боруссія» (Дортмунд): 1988–89
- Володар Суперкубка ФРН (1):

«Боруссія» (Дортмунд): 1989